# Spółgłoska zwarta zębowa bezdźwięczna
Spółgłoska zwarta dziąsłowa bezdźwięczna – rodzaj dźwięku spółgłoskowego występujący w językach naturalnych, oznaczany w międzynarodowej transkrypcji fonetycznej IPA symbolem [t̪].

## Artykulacja

### Opis
W czasie artykulacji tej spółgłoski:
- modulowany jest strumień powietrza wydychany z płuc, czyli jest to spółgłoska płucna egresywna
- tylna część podniebienia miękkiego zamyka dostęp do jamy nosowej, jest to spółgłoska ustna
- prąd powietrza w jamie ustnej uchodzi wzdłuż środkowej linii języka – spółgłoska środkowa
- język dotyka zębów – jest to spółgłoska zębowa.
- Dochodzi do całkowitego zablokowania przepływu powietrza przez jamę ustną i nosową, a następnie do przerwania utworzonej blokady i wybuchu (plozji) – jest to spółgłoska zwarta.
- wiązadła głosowe nie drgają, spółgłoska ta jest bezdźwięczna

### Warianty
Opisanej powyżej artykulacji może towarzyszyć dodatkowo:
- wzniesienie środkowej części grzbietu języka w stronę podniebienia twardego, mówimy wtedy o spółgłosce zmiękczonej (spalatalizowanej): [t̪ʲ]
- wzniesienie tylnej części grzbietu języka w kierunku podniebienia tylnego, mówimy spółgłosce welaryzowanej: [t̪ˠ]
- przewężenie w gardle, mówimy spółgłosce faryngalizowanej spółgłosce: [t̪ˤ]
- zaokrąglenie warg, mówimy wtedy o labializowanej spółgłosce [t̪ʷ]

Spółgłoska może być wymówiona:
- z rozwarciem bez plozji, mówimy wtedy o spółgłosce bez plozji: [t̪̚].
- z silnym przydechem (aspiracją), mówimy wtedy o spółgłosce przydechowej (aspirowanej): [t̪ʰ]

## Przykłady
- w języku polskim: tak [t̪ak]
- w języku hiszpańskim: tener [t̪e̞ˈn̪e̞ɾ] "mieć"
- w języku nowogreckim: Ματθαίος [mat̪ˈθe̞o̞s] "Mateusz"
- w języku yele: ntee [nt̪eː], "lubić"